# Herland (roman)
Herland (titre original : Herland) est un roman utopique de 1915, de la féministe américaine Charlotte Perkins Gilman. Le livre décrit une société isolée composée entièrement de femmes, qui se reproduisent entre elles par parthénogenèse, une forme de reproduction asexuée. Le résultat est une société idéale exempte de guerres, de conflits et de domination. Le roman est publié pour la première fois sous forme de feuilletons mensuels en 1915 dans Forerunner un magazine édité et écrit par Gilman entre 1909 et 1916. La suite du roman, With Her in Ourland commençait immédiatement après dans le numéro de janvier 1916. Le livre est souvent considéré comme le volume intermédiaire de sa trilogie utopique, précédée de Moving the Mountain (1911). Il a été publié sous forme de livre en 1979.

## Résumé

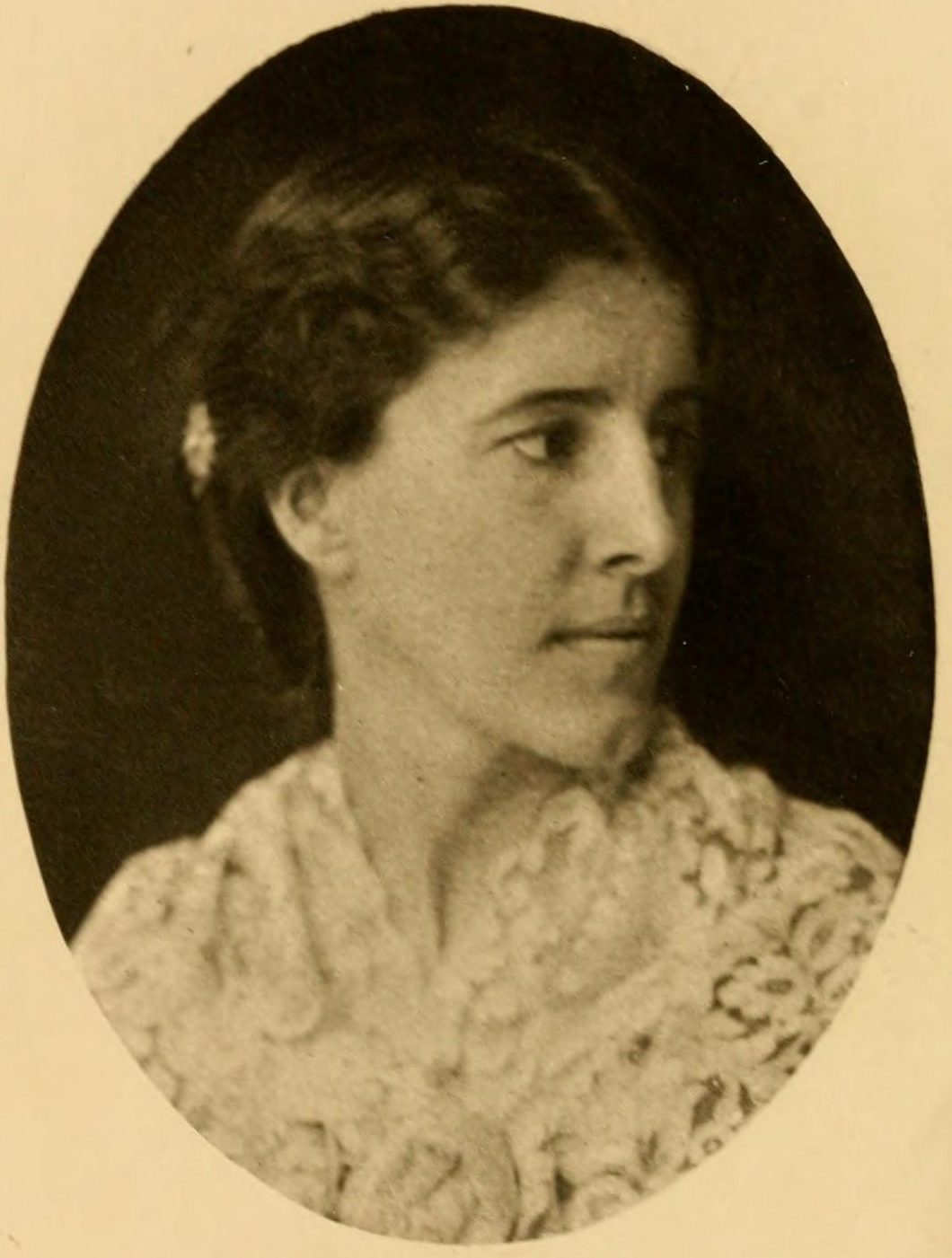
Charlotte Perkins Gilman.

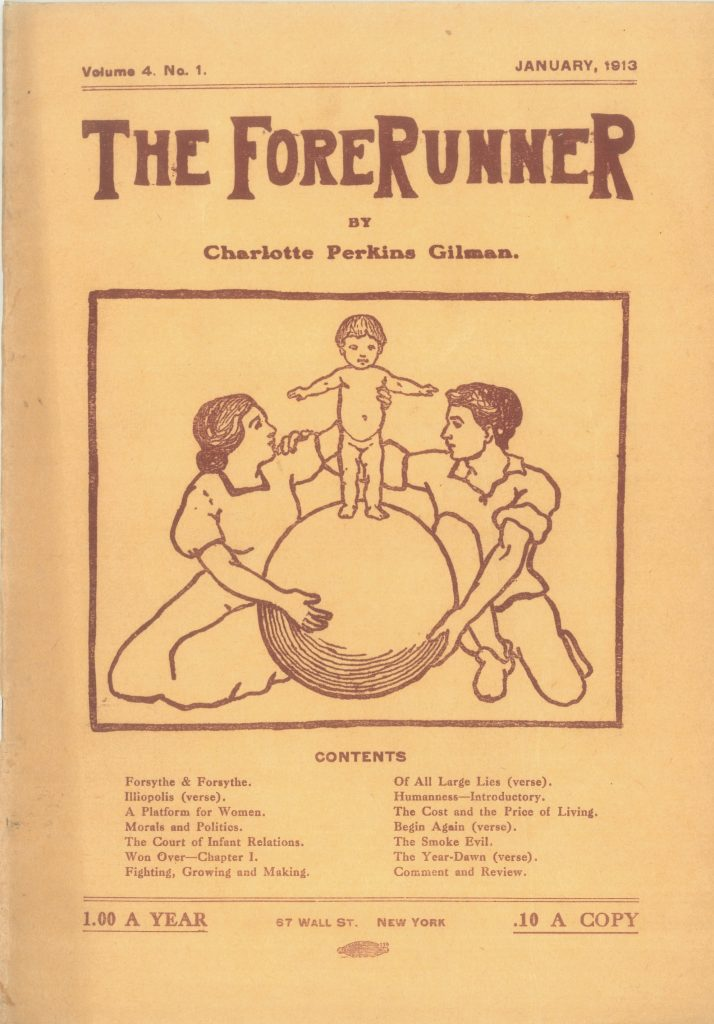
ForeRunner (1913), magazine édité par Charlotte Perkins Gilman.

L'histoire est racontée du point de vue de Vandyck « Van » Jennings, un étudiant en sociologie qui, avec deux amis, Terry O. Nicholson et Jeff Margrave, forment une expédition pour explorer une zone de terres inexplorées dont on dit qu'elles abritent une société composée entièrement de femmes. Les trois amis ne croient pas entièrement aux rumeurs car ils sont incapables de penser à la manière dont la reproduction humaine pourrait s'effectuer sans hommes. Les trois hommes spéculent sur ce que serait une société de femmes, chacun exposant des vues différentes en fonction du stéréotype de femme qu'il préfère : Jeff considère les femmes comme des objets voués à le servir et le protéger ; Terry les considère comme des objets à conquérir.
Lorsque les explorateurs atteignent leur destination, ils procèdent avec prudence, et cachent le biplan avec lequel ils sont arrivés. Ils tentent de se cacher dans les forêts qui bordent le territoire qu'ils veulent explorer. Ils sont rapidement trouvés par trois jeunes femmes qui les observent depuis la cime des arbres. Après avoir tenté d'attraper les femmes en usant de ruse, les trois hommes finissent par les pourchasser jusqu'à une ville. Les femmes sont rapides et les devancent facilement, disparaissant parmi les maisons qui, note Van, sont exceptionnellement bien faites et attrayantes. Après avoir rencontré les premières habitantes de ce nouveau pays (que Van nomme « Herland »), les hommes procèdent avec encore plus de prudence, notant que les femmes qu'ils rencontrent sont fortes, agiles et totalement dénuées de peur. Leur prudence est justifiée, car lorsqu'ils entrent dans le village, ils sont rapidement entourés d'un groupe de femmes, qui les emmènent vers un bâtiment d'apparence officielle. Les trois hommes tentent de s'échapper, mais sont rapidement et facilement maîtrisés par le groupe de femmes et finalement anesthésiés.
Van, Jeff et Terry se réveillent captifs dans un bâtiment aux allures de forteresse. On leur donne des habits propres, à manger et un logement confortable. Les femmes affectent à chacun d'entre eux homme une tutrice qui leur enseigne la langue en usage à Herland. Van, en tant que sociologue, prend de nombreuses notes sur ce nouveau pays et ses habitantes, et écrit que tout, de leurs vêtements à leurs meubles, semble être fait en usant des idéaux du pragmatisme et de l'esthétique à part égale. Les femmes sont intelligentes et astucieuses, sans peur et patientes, calmes et se montrent très compréhensives envers leurs captifs. Elles sont avides de connaître le monde extérieur et leur posent de nombreuses questions. Van a souvent du mal à justifier les pratiques de sa propre société telles que la traite des vaches, la propriété, qui sont en contradiction avec les usages de l'utopie que les femmes ont réussi à construire.
Après plusieurs mois de captivité, les hommes réussissent à s'échapper de la forteresse. Ils parviennent à retourner à l'endroit où ils ont laissé leur biplan, mais le retrouvent leur biplan cousu à l'intérieur d'une grande bâche en tissu. Ils ne peuvent dès lors pas s'enfuir et sont vite recapturés. Ils sont néanmoins bien traités et il leur est communiqué qu'ils auront plus de liberté lorsqu'ils auront maîtrisé la langue des femmes et prouvé qu'ils sont dignes de confiance. Van remarque les difficultés relationnelles de Terry avec les femmes, qui refusent obstinément de se conformer à ses attentes, alors que Jeff lui semble parfaitement épris des femmes et de leur gentillesse.
Van découvre peu à peu l'histoire de Herland : la majeure partie des hommes a été tué il y a 2000 ans lorsqu'une éruption volcanique a bouché la seule sortie de Herland. Les hommes restants étaient pour la plupart des esclaves qui assassinaient les fils de leurs maîtres décédés et les vieilles femmes, dans l'intention de s'emparer de leur terre et mettre les jeunes femmes qui y habitaient encore à leur service. Les femmes se sont alors défendues en prenant les armes pour éliminer ces esclaves. Après une période de désespoir liée à ce qu'elles perçoivent être comme la fin imminente de leur monde, coupé du reste du monde et sans hommes, une femme parmi les survivantes tomba enceinte et donna naissance à une fille, puis quatre autres filles par la suite. Les cinq filles de cette femme ont également pu donner naissance à cinq filles chacune. Ce processus de reproduction asexuelle a rapidement élargi leur population et ultérieurement conduit à l'exaltation religieuse de la maternité. Depuis ce temps, les femmes se consacrent à améliorer leur intellect à travailler ensemble et à élever leurs enfants ; le poste d'enseignante étant l'un des postes les plus vénérés et les plus respectés du pays.
Van, Jeff et Terry obtiennent enfin plus de liberté. Chacun entame aussi une relation amoureuse avec l'une des femmes qu'ils ont rencontré à leur arrivée dans la forêt : Van avec Ellador, Jeff avec Celis et Terry avec Alima. Comme elles n'ont pas vu d'hommes depuis 2 000 ans, les trois femmes n'ont aucune expérience ni mémoire culturelle concernant l'amour romantique et les rapports sexuels. Les relations naissantes dans les trois couples progressent donc avec quelques difficultés relationnelles et beaucoup d'explications sont nécessaires. Terry a beaucoup de mal à s'adapter à une relation avec une femme qui n'est pas une « femme » selon ses propres valeurs, les deux autres Van et Jeff s'en sortent mieux. Les trois couples finissent par se « marier », bien que les femmes ne voient pas du tout l'intérêt du mariage qu'elles ne comprennent pas, leur société ne faisant pas de distinction entre le public et le privé. Comme elles n'ont pas de religion particulière, la cérémonie est plus païenne que chrétienne.
Les trois hommes réfléchissent beaucoup à la suite de leurs mariages, étant d'avis que les femmes qu'ils ont épousées n'ont aucune idée de ce que signifie être une épouse ou être une femme, notamment en ce qui concerne les relations sexuelles. Même Van trouve cela parfois frustrant, même s'il est finalement reconnaissant de sa merveilleuse amitié avec Ellador et de l'amour intense qu'il ressent pour elle. Terry n'est pas si avisé et, par frustration, tente de violer Alima. Il est de nouveau anesthésié, et jugé par les femmes, recevant l'ordre de retourner dans son pays natal. Les deux hommes, tout en désapprouvant les actions de Terry, les considèrent comme simplement impolies plutôt que criminelles. Van s'en explique à Ellador : « Crime est un mot assez dur pour ça. Après tout, Alima était sa femme, vous savez »
Van se persuade qu'il doit accompagner Terry chez lui dans le biplan et qu'Ellador ne le laissera pas partir sans elle. Terry et Van quittent finalement Herland avec la promesse de ne pas révéler son emplacement jusqu'au retour d'Ellador. Jeff choisit de rester vivre à Herland avec Celis, maintenant enceinte. Van tente avec anxiété de préparer Ellador à son propre monde mais s'inquiète beaucoup de ce qu'elle y trouvera.

## Thèmes majeurs
Le thème central de Herland est la définition de ce que serait un système de genre non sexiste, par la description de la façon dont les rôles sociaux sont socialement construits et comment ils sont considérés à tort comme immuables par les deux sexes. L'idée de définir les rôles sociaux de genre commence dans l'histoire lorsque les hommes rencontrent pour la première fois les femmes de Herland. En comparaison avec les femmes de leur monde, les hommes considèrent les femmes de Herland comme ayant des caractéristiques physiques masculines : cheveux courts et fonctionnels et absence de rondeurs. Les femmes sont physiquement fortes et le démontrent en construisant d'immenses bâtiments dans leur pays. Avec ces femmes dotées de traits considérés comme masculins - ainsi que leur monde extérieur le perçoit - Jeff est à certains égards très féminin bien qu'il soit un homme. Les conceptions de Jeff se trouvent en conflit avec les conceptions des hommes avec lesquels il voyage.
Un des thèmes centraux du roman est celui de la maternité. La société entièrement féminine de Herland fonctionne principalement autour du processus d'éducation des enfants. Les femmes ont modifié leur langue au fil du temps afin de la rendre très facile à apprendre pour les enfants, et l'éducation étant l'un des aspects les plus importants du système social de Herland. Chaque mère inonde son enfant d'amour pendant les deux premières années de sa vie jusqu'à ce que l'enfant soit confié aux personnes les mieux équipées pour poursuivre leur éducation. L'un des explorateurs masculins est surpris d'apprendre que les femmes confient leurs enfants aux soins d'une autre, mais les femmes expliquent que les enfants sont considérés comme étant la responsabilité de toute la communauté et pas uniquement celle de la mère biologique.
Le livre présente aussi une opinion détaillée de l'individualité à Herland, décrivant la façon dont chaque enfant reçoit un propre prénom unique sans avoir besoin de nom de famille. Les Herlandaises gardent un historique détaillé de leur lignée et ne voient pas la nécessité de revendiquer la propriété de leur enfant en inculquant leur propre nom de famille à cet enfant. Elles sont aussi capables d'aimer sans imposer de subordination à leurs enfants, et sans exclure leur progéniture.
Jeff est un exemple de la façon dont Gilman représente une voix féministe masculine. En tant qu'écrivaine féministe, Gilman offre une perspective supplémentaire sur les femmes et leurs rôles à son époque. Elle démontre que l'éloge des femmes est indépendantes du jugement des hommes. Gilman crée toutefois un moyen de soutenir l'égalité pour les hommes, tout en émettant parfois l'idée que les femmes sont supérieures aux hommes. Contrairement au monde d'où viennent les hommes, ces derniers se sentent faibles par rapport aux femmes de Herland. Les femmes sont présentées comme plus intelligentes et plus empathiques que les hommes. Leurs compétences est démontrée par leur habileté à survivre quand elles étaient coupées du reste du monde. Elles vivent dans un pays où elles éliminent artificiellement les parties de la nature formant une contrainte trop forte pour leur société, c'est-à-dire le bétail, les chiens et certains types de papillons. Cette philosophie s'appliquent aussi aux personnes humaines qui se montrent défiantes du système ou sont considérées comme « non vertueuses ».
Le livre souligne l'importance de la communauté, jugée essentielle à une société entièrement féminine. Les femmes gardent leur individualité propre tout en tirant leurs principes de vie et leurs idéaux d'un consensus obtenu avec la majorité de la population. La communauté prend cependant ses décisions sur la procréation des enfants en se référant à l'eugénisme. La communauté des femmes vise à éviter l'eugénisme négatif (la guerre) en éliminant celles considérées comme incompétentes et/ou moins attirantes. Gilman fournit également des commentaires sur l'importance d'obtenir un fort sentiment de communauté dans un roman utopique.
Les écrits de Gilman deviennent très populaires parmi les féministes au XXe siècle lorsqu'elle est redécouverte pour leur indéniable ressemblance avec le féminisme contemporain. Gilman promeut le féminisme en mettant l'accent sur les droits reproductifs des femmes, quelle que soit l'opinion des hommes à ce sujet. Par exemple, les femmes de Herland valorisent la maternité, car elles se reproduisent par parthénogenèse, symbole de leur autonomie et de leurs capacités. Gilman a ouvertement proposé des notions de féminisme dans un roman, sans prendre en compte la réception négative de ces idées au début du XXe siècle.
L'éducation est la profession la plus prestigieuse à Herland, et Gilman indique que c'est la raison pour laquelle le pays a prospéré. Basée sur les principes de Maria Montessori, l'éducation n'est pas obligatoire comme c'est le cas dans le monde des hommes.
Lorsque les trois protagonistes masculins sont faits prisonniers, Gilman choisit de laisser pousser leurs cheveux, pour les lier symboliquement à la féminité telle qu'elle est perçue socialement. Tout au long du roman, Gilman renverse les stéréotypes liés aux rôles de genre : les femmes ont les cheveux courts, les hommes ont les cheveux longs ; les femmes enseignent pendant que les hommes apprennent ; les femmes sont physiquement plus fortes que les hommes.
Le livre a été critiqué parce qu'il présente des éléments de racisme et d'éloges pour l'eugénisme dans le livre. Gilman se réfère constamment aux personnes en faveur de la guerre en les qualifiant de « sauvages » : cela peut être considéré comme raciste. Sur la question de l'eugénisme, elle déclare à plusieurs reprises que seules les femmes les plus vertueuses sont autorisées à profiter du don de la maternité. Le livre décrit une utopie basée sur des femmes, les hommes ont été coupés de la communauté en raison d'une catastrophe naturelle, ne laissant que les femmes pour créer une civilisation égalitaire. L'arrivée des trois explorateurs est tout de même considérée comme une bénédiction, permettant aux citoyens de Herland de revenir à une société dite « bi-sexuée ».

## Analyse féministe
Le livre est important car il présente de manière dramatique une utopie fictive présentant la philosophie décrite dans le livre féministe acclamé par la critique de Gilman, Women and Economics (en). Il donne un exemple de sa critique de la dépendance contre nature des femmes vis-à-vis des hommes soutiens de famille. A Herland, l'éloignement des hommes pousse les femmes à être libre économiquement. Gilman utilise cette utopie pour apporter davantage de preuves pour les théories défendues dans Women and Economics. Parmi ces théories figurent la « Théorie gynécocentrique » de Lester Ward, qui déclare que « le sexe féminin est primaire et le sexe masculin secondaire dans le schéma organique »  Ces idées sont fondées sur un mode de féminisme séparatiste (en).
Herland établit un modèle économique utopique favorisant les travailleuses et facilitant la reproduction sociale de leur force de travail. Dans The Waste of Private Housekeeping, Gilman écrit : « Le principal gaspillage de notre 'économie domestique' réside dans le fait qu'il est domestique ». Gilman considère que le transfert du travail domestique féminin de la sphère privée à la sphère publique est le seul moyen d'obtenir une rémunération équitable pour les femmes. Contrairement à d'autres formes de politique économique, comme celle propagée dans le capitalisme industriel qui conforte la division sexuelle du travail et laisse les femmes dans une sphère privée, ce livre montre une société où le système de production dominant est structuré autour de la production d'enfants ; par conséquent, les mères ne sont pas discriminées sur le lieu de travail, sont respectées, et la conciliation des deux aspects se fait sans heurts ni perte d'avantages pour elle. Le livre souligne ironiquement le fait que le travail de garde d'enfants ne rentre pas dans le système du travail dans le monde des hommes. Lorsque Terry déclare qu'aux États-Unis, la majorité des femmes restent à la maison au lieu de « travailler », les femmes se demandent ce qu'il veut dire en disant que les femmes ne « travaillent pas ». S'occuper des enfants n'est-il pas considéré comme un travail?
Bien que les idées de Gilman visent l'émancipation des femmes sur le lieu de travail, les idées du féminisme séparatiste qu'elle décrit contribuent à la perpétuation d'un féminisme blanc - une branche du féminisme qui néglige les problèmes spécifiques rencontrés par les femmes de couleur. Les discours de Gilman sur l'eugénisme, la pureté raciale et les hommes esclaves (ce sont ceux que les femmes éliminent car ils assassinent leur maîtres) font tous allusion à un système de suprématie blanche où les différentes luttes des femmes de couleur de la classe ouvrière ne sont pas abordées.
De plus, dans un effort pour renverser le système dominé par les hommes, Gilman transcende par inadvertance cet assujettissement masculin en une autre forme d'oppression : selon Lynne Evans l'accent excessif mis sur les enfants invoque un système d'assujettissement similaire au patriarcat. Dans une société qui interdit l'avortement et centre tous les aspects de la vie sociale, économique et politique autour de la production d'enfants, ces Herlandaises sont toujours liées à leur rôle biologique de mère même si elles ne le souhaitent pas.
Deborah L Madsen pense qu'une approche féministe marxiste peut faciliter la compréhension de l'écriture de Gilman, observant que Gilman expose « la construction idéologique de soi sous le patriarcat »à Herland en représentant le monde de manière utopique, comme il se doit d'être plutôt qu'il ne l'est, avec des femmes en possession de l'égalité des droits et des responsabilités et de la dignité qui découle de la réalisation de leur plein potentiel humain.

## Signification littéraire et réception
David Pringle, écrit en 1990 dans Le guide ultime de la science-fiction qu'il s'agit d' « Une œuvre féministe importante, oubliée depuis longtemps, et récemment publiée pour la première fois sous forme de livre ».
Après sa publication dans Forerunner, Herland et sa suite With Her in Ourland ont été largement oubliés tout au long du milieu du XXe siècle. En 1968, la série complète de The Forerunner a été réimprimée en fac-similé par Greenwood Reprints dans le cadre de la série Radical Periodicals in the United States, 1890-1960. Ce n'est toutefois qu'à la réimpression de la nouvelle canonique de Gilman, Le Papier peint jaune en 1973, que le travail de Gilman a commencé à recevoir de l'attention.
Herland est republié en 1979 en tant que roman autonome par Pantheon Books, avec une longue introduction de la chercheuse Ann J. Lane (en). Cette dernière le place dans les discours importants du féminisme contemporain, e son introduction est ajoutée au livre avec le sous-titre « A Lost Feminist Utopian Novel »« ». Lane a également été la première à suggérer dans son introduction l'idée que les trois romans de Gilman constituaient une trilogie utopique, avec Moving the Mountain (1911), Herland et With Her in Ourland, qui ont tous été publiés en série dans Forerunner.

## Postérité
Le roman Femlandia de Christina Dalcher publié en 2022, est une dystopie qui s'inspire de Herland et qui est construite sur le trope de la bataille des sexes en critiquant implicitement la notion de la possibilité d'une utopie féministe et lesbienne en en pointant les dérives potentielles. Dalcher réduit les féministes lesbiennes de Femlandia à des femmes mysandres et haineuses envers les hommes, suivant en cela un trope quelque peu éculé des années 1970,.

## Historique des publications
- Décembre 1915, Le Précurseur (magazine)
- 1968, États-Unis, Radical Periodicals in the United States, 1890-1960, Greenwood Reprints (réimpression en fac-similé de la parution dans Forerunner )
- Avril 1979, États-Unis, Pantheon Books , (ISBN 0-394-73665-6) ( livre de poche commercial )
- Mars 1979, Grande-Bretagne, The Women's Press , (ISBN 0704347008) (livre de poche)
- Mars 1986, Grande-Bretagne, The Women's Press, (ISBN 0-7043-3840-8) (broché)
- Mai 1992, Grande-Bretagne, The Women's Press, (ISBN 0-7043-3840-8) (livre de poche)
- juillet 1992, États-Unis, Signet Books , (ISBN 0-451-52562-0) (livre de poche) collection : Herland and Selected Stories
- Septembre 1998, États-Unis, Dover Publications , (ISBN 0-486-40429-3) (livre de poche)
- novembre 2001, Grande-Bretagne, The Women's Press, (ISBN 0-7043-4700-8) (livre de poche)
- Juin 2008, Canada, LibriVox, audio (MP3)
- Juin 2008, États-Unis, Project Gutenberg, #32, (ebook)
- Novembre 2012, Canada, Broadview Press, (ISBN 9781551119878)

### Ouvrages
- Adelene Buckland, Victorian material culture. Volume 4, Raw materials, 2023 (ISBN 978-1-315-40013-6, 1-315-40013-8 et 978-1-315-40014-3, OCLC 1315537929, lire en ligne).
- (en) Ronald Carter et Peter Stockwell, The language and literature reader, 2008 (ISBN 978-1-003-06078-9, 1-003-06078-1 et 978-1-000-13338-7, OCLC 681504776).
- (en) John Clute et Peter Nicholls, The Encyclopedia of science fiction, St. Martin's Griffin, 1995, 1386 p. (ISBN 0-312-13486-X et 978-0-312-13486-0, OCLC 32820856, lire en ligne).
- (en) Silvia Dreiling, Feminism in Charlotte Perkins Gilman's utopian novel "Herland", 2019, 36 p. (ISBN 978-3-346-00680-6 et 3-346-00680-8, OCLC 1190121865, lire en ligne).
- (en) Patricia M. Lengermann et Jill Niebrugge-Brantley, Charlotte Perkins Gilman, 2016 (ISBN 978-1-315-26061-7 et 1-315-26061-1, OCLC 1079363232, lire en ligne).
- (en) David Pringle, The ultimate guide to science fiction : an A-Z of SF books, Grafton, 1990, 407 p. (ISBN 0-246-13635-9, 978-0-246-13635-0 et 0-246-13215-9, OCLC 59781886).
- (en) Arthur B. Reeve et Kate Chopin, Classic Feminist Fiction Herland; Constance Dunlap, Woman Detective; and The Awakening., Open Road Media, 2020, 578 p. (ISBN 978-1-5040-6522-1 et 1-5040-6522-0, OCLC 1224364231, lire en ligne).
- Guillaume Vallet, « Rebuilding the economy of the home – for the emergence of the “new woman”: Charlotte Perkins Gilman’s pioneering thoughts », The European Journal of the History of Economic Thought, vol. 0, no 0,‎ 11 août 2022, p. 1–24 (ISSN 0967-2567, DOI 10.1080/09672567.2022.2108870, lire en ligne, consulté le 27 août 2022).
- (en) Mona Zaqqa, Charlotte Perkins Gilman's "herland" and the feminist utopian reversal of gender hierarchies, Grin Verlag, 2021, 40 p. (ISBN 3-346-53019-1 et 978-3-346-53019-6, OCLC 1285494170, lire en ligne).

- (en) Christopher P. Wilson, « Charlotte Perkins Gilman's steady burghers: The terrain of Herland », Women's Studies, vol. 12, no 3,‎ 1er janvier 1986, p. 271–292 (ISSN 0049-7878, DOI 10.1080/00497878.1986.9978642, lire en ligne, consulté le 25 août 2022).

#### Chapitres d'ouvrages
- (en) Agnieszka Hensoldt, « Looking for Feminist Pragmatist Roots of Degrowth Ideas: Jane Addams, Charlotte Perkins Gilman, Caroline Bartlett Crane », dans Women in Pragmatism: Past, Present and Future, vol. 14, Springer International Publishing, 2022 (ISBN 978-3-031-00920-4, DOI 10.1007/978-3-031-00921-1_19, lire en ligne), p. 237–249.

### Articles
- (en) Cameron Awkward-Rich, « The Fiction of Ethnography in Charlotte Perkins Gilman's Herland », Science Fiction Studies, vol. 43, no 2,‎ 2016, p. 331–350 (ISSN 0091-7729, DOI 10.5621/sciefictstud.43.2.0331, lire en ligne, consulté le 27 août 2022).*(en) Hayley Cavataro, « The Performance of Femininity in Charlotte Perkins Gilman's "Herland" and Simone de Beauvior's "Second Sex" », Inquiries Journal, vol. 3, no 04,‎ 2011 (lire en ligne, consulté le 27 août 2022).
- (en) Andrew G. Christensen, « Charlotte Perkins Gilman's Herland and the Tradition of the Scientific Utopia », Utopian Studies, vol. 28, no 2,‎ 1er juillet 2017, p. 286–304 (ISSN 1045-991X, DOI 10.5325/utopianstudies.28.2.0286, lire en ligne, consulté le 25 août 2022).
- (en) Laura E. Donaldson, « The eve of de‐struction: Charlotte Perkins Gilman and the feminist recreation of paradise », Women's Studies, vol. 16, nos 3-4,‎ octobre 1989, p. 373–387 (ISSN 0049-7878 et 1547-7045, DOI 10.1080/00497878.1989.9978776, lire en ligne, consulté le 27 août 2022).
- (en) Thomas Galt Peyser, « Reproducing Utopia: Charlotte Perkins Gilman and Herland », Studies in American Fiction, vol. 20, no 1,‎ 1992, p. 1–16 (ISSN 2158-415X, DOI 10.1353/saf.1992.0012, lire en ligne, consulté le 25 août 2022).
- (en) Kim Johnson-Bogart, « The Utopian Imagination of Charlotte Perkins Gilman: Reconstruction of Meaning in "Herland" », Pacific Coast Philology, vol. 27, nos 1/2,‎ 1992, p. 85–92 (ISSN 0078-7469, DOI 10.2307/1316715, lire en ligne, consulté le 25 août 2022).
- (en) Bernice L. Hausman, « Sex before Gender: Charlotte Perkins Gilman and the Evolutionary Paradigm of Utopia », Feminist Studies, vol. 24, no 3,‎ 1998, p. 489–510 (ISSN 0046-3663, DOI 10.2307/3178576, lire en ligne, consulté le 25 août 2022).*Michael Hill, « Herland, by Charlotte Perkins Gilman », Sociology Department, Faculty Publications,‎ 1er janvier 1996 (lire en ligne, consulté le 25 août 2022).
- (en) Courtney Kisat, « This Land Is Herland: Gendered Activism in Oklahoma from the 1870s to the 2010s ed. by Sarah Eppler Janda and Patricia Loughlin », Journal of Southern History, vol. 88, no 3,‎ août 2022, p. 600–601 (ISSN 2325-6893, DOI 10.1353/soh.2022.0162, lire en ligne, consulté le 27 août 2022).
- Lou Ann. Matossian, « A Woman-Made Language: Charlotte Perkins Gilman and Herland - ProQuest », Vol. 10, N° 2, sur www.proquest.com, Urbana, Women and Languag, 31 mars 1987 (consulté le 25 août 2022).
- (en) Arzu Özyön, « Journey of feminist rebellion through Charlotte Perkins Gilman's short story The Yellow Wallpaper and her novel Herland », International Journal of Language Academy,‎ 5 décembre 2020 (lire en ligne [PDF]).
- (en) Ufuk Gündoğan, « Reconstructing gender in science-fiction : Charlotte Perkins Gilman and James Tiptree Jr. », Dokuz Eylül Üniversitesi Edebiyat Fakültesi Dergisi, vol. 9, no 1,‎ 30 avril 2022, p. 14–29 (ISSN 2147-4958, lire en ligne, consulté le 27 août 2022).

### Conférences
- (en) Kimberly Fillion, « The Sisters’ Paradoxical Space: Mapping Truth to Power », 3rd Global conference on women's study, 22-25 février 2022, Rotterdam [PDF].